# Anna Rossinelli
Anna Rossinelli (født 20. april 1987 i Basel) er en schweizisk sangerinde. Hun er forsanger i en trio der optræder under hendes navn. Den 11. december 2010 vandt hun det schweiziske melodi grand prix og skulle derfor repræsentere Schweiz ved Eurovision Song Contest 2011 i Düsseldorf med sangen In love for a while. Hun kvalificerede sig videre fra semi-finalen 10. maj, og hun endte på en 25. plads i finalen.